# Podorejo (Ngaliyan)
Podorejo is een bestuurslaag in het regentschap Semarang van de provincie Midden-Java, Indonesië. Podorejo telt 6514 inwoners (volkstelling 2010).